# Cologne (New Jersey)
 (août 2025).
Cologne est une census-designated place située dans le comté d'Atlantic, dans l’État du New Jersey, aux États-Unis. Lors du recensement de 2020, elle compte 1 461 habitants.